# Frouzins
Frouzins is een gemeente in het Franse departement Haute-Garonne (regio Occitanie). De plaats maakt deel uit van het arrondissement Muret. Frouzins telde op 1 januari 2022 9.808 inwoners.

## Geografie
De oppervlakte van Frouzins bedroeg op 1 januari 2022 7,91 vierkante kilometer; de bevolkingsdichtheid was toen 1.239,9 inwoners per km².

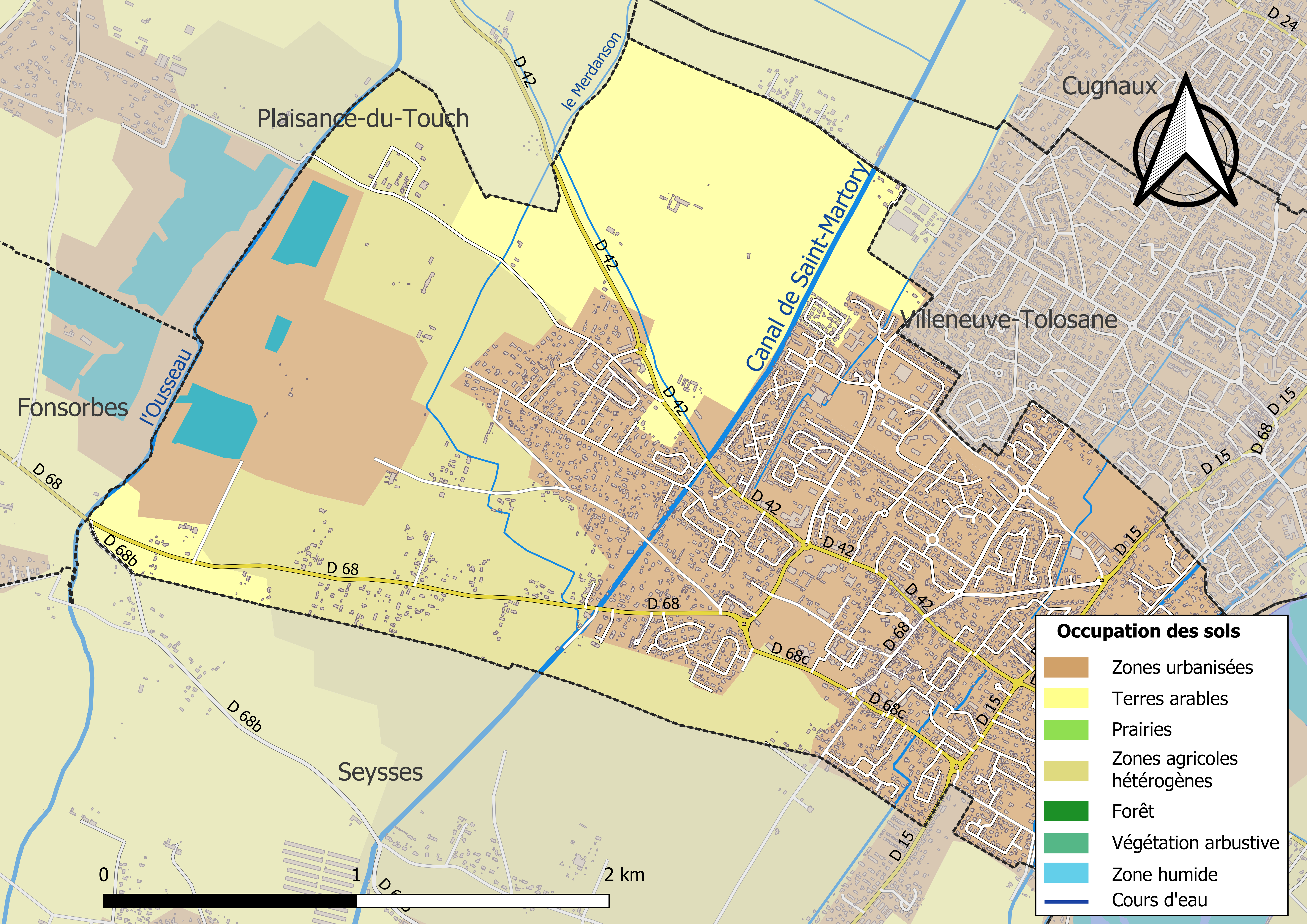
Kaart van de gemeente met belangrijkste infrastructuur, bodemgebruik en omliggende gemeenten

## Demografie
Onderstaande figuur toont het verloop van het inwonertal (bron: INSEE-tellingen).